# Norbert Hof
Norbert Hof (Vienna, 2 febbraio 1944 – 8 luglio 2020) è stato un calciatore austriaco, di ruolo difensore.

## Carriera
Italiano da parte materna, di famiglia proveniente dall'altopiano dei Sette Comuni, divenne famoso in Italia col soprannome di "Boia del Prater" per aver colpito intenzionalmente Gigi Riva al 76º di Italia-Austria (gara terminata 2-1 per gli azzurri) del 31 ottobre 1970, procurandogli un infortunio di grave entità (rottura di perone e distacco dei legamenti della caviglia),  con un intervento da tergo.

## Palmarès

### Club
- Coppa d'Austria: 2

Rapid Vienna: 1971-1972, 1975-1976
- Erste Liga: 1

Wiener Sport-Club: 1976-1977